# Podaj.net
Podaj.net – nieistniejący już polski serwis internetowy ułatwiający wymianę książek i innych publikacji. Powstał w 2006, a założyli go Jakub Milewski i Jarosław Kownacki, związani wcześniej z branżą internetową.
Serwis nawiązywał do idei bookcrossingu. Początkowo umożliwiał wymianę książek i czasopism, jednak w 2008 rozszerzono tę możliwość o filmy. Według informacji serwisu, w lutym 2008 w bazie znajdowało się 157 tysięcy książek i filmów, z czego dostępnych do wymiany było 27 tysięcy. Za pośrednictwem serwisu dokonano 63 tys. transakcji.
Podaj.net współpracował z Biblionetką, a jego twórcy uruchomili w 2007 serwis Coczytac.pl dotyczący rekomendacji książek.
15 kwietnia 2015 serwis Podaj.net połączył się z serwisem CoCzytac.pl i od tej pory jest to rekomendator książkowy i porównywarka cen książek.

## Zasady działania
Serwis umożliwiał internautom wymienianie się za darmo książkami, pismami i filmami. Jedyny koszt ponoszony przez użytkowników dotyczył opłat pocztowych. Każdy, kto chciał dołączyć do grona użytkowników Podaj.net, musiał dodać do bazy serwisu minimum trzy pozycje. Jeśli któraś z nich została zamówiona, a następnie odebrana przez innego użytkownika, system przyznawał punkty, które pełniły rolę wirtualnej waluty. W początkowym okresie istnienia portalu punkty można było również otrzymać za opublikowane recenzje.
Za każdą oddaną pozycję, której odbiór został potwierdzony, użytkownik otrzymywał (w zależności od stażu w serwisie) 10-12 punktów. Mógł wtedy pobrać inną pozycję, co kosztowało go 10 punktów. Mniej wartościowe publikacje łączyć można było w pakiety, których pobranie kosztowało również 10 punktów. Użytkownicy, którzy nie wysyłali książek, trafiali na listę "czarnych owiec", a ich konta blokowane były po 30 dniach.